# Eernegem
Eernegem is een dorp in de Belgische provincie West-Vlaanderen en een deelgemeente van Ichtegem, het was een zelfstandige gemeente tot aan de gemeentelijke herindeling van 1977. Eernegem ligt tussen Ichtegem-centrum en de stad Gistel.

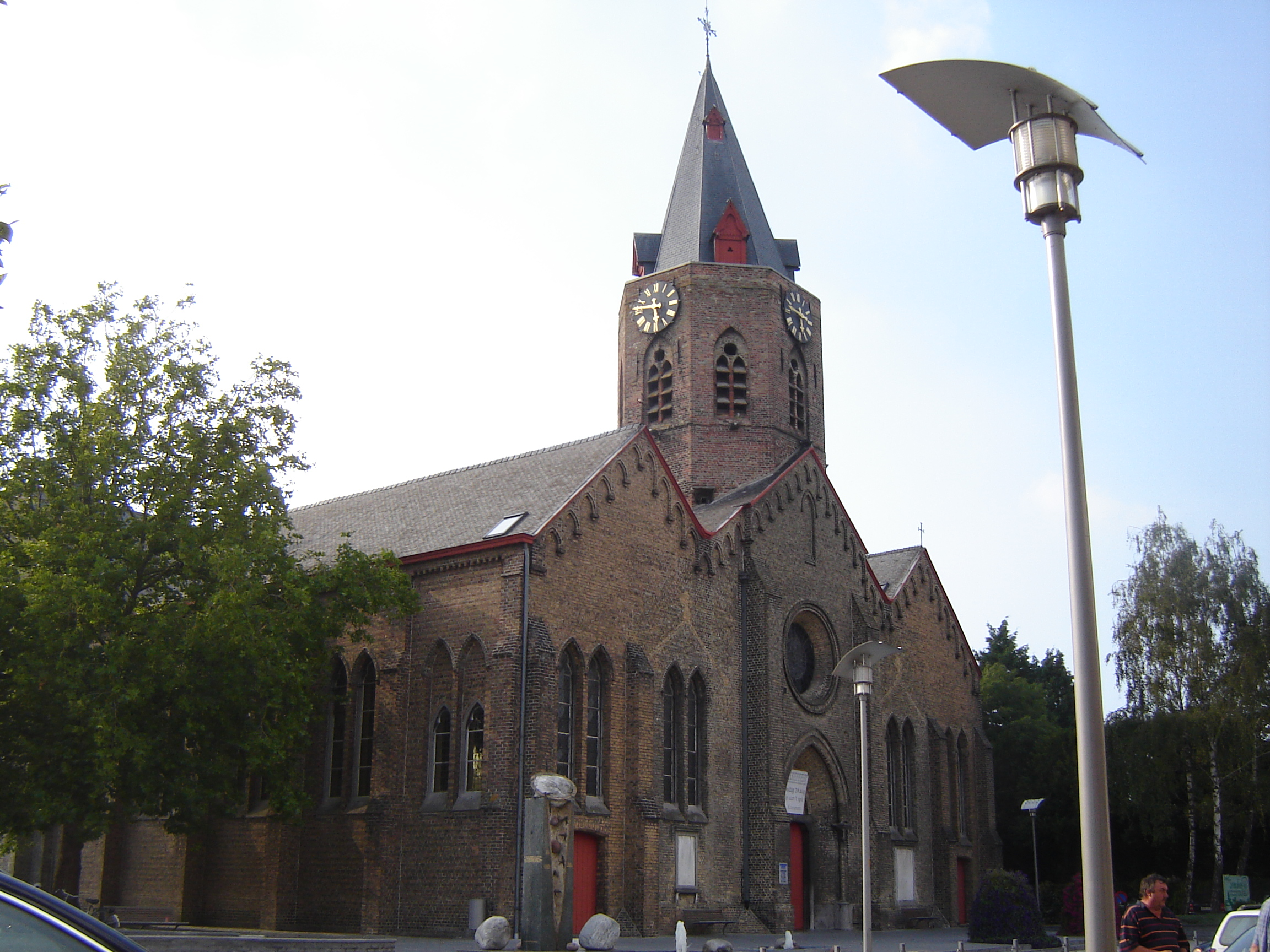
Sint-Medarduskerk

## Geschiedenis
De oudste archeologische sporen dateren uit de bronstijd en de ijzertijd. Luchtfoto's tonen de locaties van grafheuvels uit deze tijdvakken. Uit het Romeinse tijdvak zijn geen overblijfselen bekend, hoewel de door de Romeinen aangelegde Zeeweg vlak langs Eernegem loopt. Het noordwestelijk deel van het grondgebied werd nog getroffen door overstromingen, de Duinkerke-transgressies
Eernegem werd voor het eerst schriftelijk vermeld in 1119 als Eringhem. Deze naam is van Frankische oorsprong. Algemeen wordt aangenomen dat de betekenis ervan is woonplaats ('gem' verwijst naar 'heem') van de nakomelingen (inga) van Arnjo. Deze Arnjo zou dan de man geweest zijn die hier een eerste nederzetting heeft gebouwd. Later werd er bij zijn hoeve een kerk gebouwd. Sommigen beweren dat dit al gebeurde tijdens de kerstening van de streek door de heilige Medardus in de 6de eeuw. Vandaag gaat men er echter van uit dat de kerstening van Eernegem niet voor de negende eeuw is geschied. Tussen 750 en 900 zou de dorpskern zijn ontstaan.
Gedurende de 12e en 13e eeuw werden de woeste gronden (wastines) grotendeels ontgonnen. Ook werden er kapellen, waaronder de Sint-Medarduskapel, gesticht. Omtrent de bestuurlijke geschiedenis werd in 1133 voor het eerst een heer van Eernegem vermeld, en wel een zekere Zeger van Eernegem. Vanaf 1190 werd melding gemaakt van een molen. Archeologische onderzoekingen legden meerdere edelmanshuizen bloot en ook kent het dorp een aantal omgrachte hoeven.
De godsdiensttwisten leidden ook in Eernegem tot verwoestingen door troepen van beide zijden, zoals in 1578. Vanaf 1604, toen Oostende werd ingenomen door de Spaansgezinden, kwam er weer vrede en in 1624 begon de herbouw van de kerk. De 17e eeuw bracht veel oorlogshandelingen met zich mee, en pas na de Spaanse Successieoorlog brak weer een tijd van economische vooruitgang aan. In 1771 kwam de weg van Wijnendale naar Diksmuide gereed, terwijl in 1775 ook de weg van Wijnendale naar Oostende in gebruik werd genomen.
In 1785 werd een stokerij in gebruik genomen, welke tot de jaren 40 van de 19e eeuw in productie bleef.
Tussen 1840 en 1850 vond een crisis in de vlasnijverheid plaats, waardoor vele bewoners in armoede vervielen. Einde 19e eeuw werden een aantal kastelen op het grondgebied van Eernegem gebouwd door rijke stedelingen. Van 1868 tot 1963 bezat Eernegem een spoorwegstation. In 1972 werd het gebouw gesloopt. Bij dit station lag de Stationsput welke zoet water leverde voor de locomotieven te Oostende, hetwelk met een pijpleiding werd aangevoerd. Tegenwoordig is dit een recreatiegebied.
In 1925 kwam er een nieuw industrieel bedrijf: de Alibel (Alimentaire Belge). Het was een conservenfabriek, terwijl er ook koek en chocolade werd vervaardigd. In 1950 sloot dit bedrijf. In 1902 kwam er ook een olieslagerij, Roelens.

## Demografische ontwikkeling
- Bronnen:NIS, Opm:1831 tot en met 1970=volkstellingen; 1976 = inwoneraantal op 31 december

### Eernegem en de Tweede Wereldoorlog
Op 8 juli 1944 maakte de inslag van een V-1 de eerste dodelijke slachtoffers in België. De bom ontplofte in de Westkerkestraat te Eernegem. De dodelijke slachtoffers waren Edward Dereere (62) en zijn zoon Omer (33), samen met hun buurvrouw Margriet Vanthournout (26). De Duitse bezetters hielden het feit geheim voor de getroffen bevolking, dat het hier om een mislukte lancering van dit wapen ging.

## Beroepen en gebruiken
Eernegem heeft een reputatie opgedaan als het dorp van de kasseileggers. Aan het Kasseileggersplein staat Mutse op een sokkel in de vorm van een kassei. De aanleg van de steenweg Oostende-Wijnendale rond 1765 was voor veel Eernegemnaren waarschijnlijk de aanzet om straatmaker te worden. Bij een volkstelling in 1847 waren er nog maar 4 mannen die zich 'kalsijder' noemden. Honderd jaar later waren het er meer dan 180. Anno 1999 was het aantal weer geslonken tot 22. Vaak werd het beroep uitgeoefend door verschillende leden van eenzelfde familie en werd van het vader op zoon doorgegeven. In het spoor van Mutse kwamen er nieuwe volksliederen en aantal gastronomische delicatessen: chocolade, vlees, taart, bier, paté, ... Veel kasseileggers zijn vandaag de dag lid van de schuttersgilde. Zij hebben hun lokaal in de Buuzestove.

## Natuur
Eernegem ligt in Zandig Vlaanderen op een hoogte van 3,5 tot 19 meter, en wel in het Houtland, maar veel bossen zijn er niet meer terug te vinden. In het noorden is een lager moerasgebied te vinden. Wel zijn er in Eernegem twee belangrijke groenzones: de Statieput en de Groene 62. Er zijn diverse beekjes die in noordelijke richting afwateren op de Bourgognevaart of de Moerdijkvaart.

## Bezienswaardigheden
- Statieput, een vijver en gemeentelijke groendomein
- Buuzestove
- Door Eernegem loopt een deel van de Groene 62, een fietsroute op de voormalige spoorlijn tussen Torhout en Oostende.
- Mutse
- Torenhof
- Sint-Medarduskerk
- Wijk Moerdijk
- Gildhof
- Onderpastorie
- Omwalde hoeves
- Zeeweg
- Brugse Heirweg
- Pompentoren
- Vroegere postgebouw
- Bogaertsmolen
- Kasteel Bourgogne
- Hazewindkasteel
- Kasteel van Moerbeek
- Begraafplaats van Eernegem
- Het Radiomuseum
- Huize Anna Mahieu
- Rodekasteel

## Politiek
Eernegem had tot de gemeentelijke fusies van 1977 een eigen gemeentebestuur. Burgemeesters waren:
- 1800-1813: Jacobus Antonius Venmans
- 1813-1818: Antoine Mergaert
- 1819-1825: Franciscus Stael
- 1825-1826: Pieter Farazijn
- 1826-1830: Jean-Baptiste Deville
- 1830-1838: Franciscus Devolder
- 1838-1839: Pieter Pottier (plaatsvervangend)
- 1840-1848: Franciscus Cools
- 1848-1852: Joseph Van Sieleghem
- 1852-1854: Ferdinand Vermeersch (tijdelijk gemeenteraadsvoorzitter)
- 1855-1872: Gustave Van Sieleghem
- 1872-1884: Charles Daras
- 1884-1897: Hector Olleviers
- 1897-1906: Justin Boedts
- 1906-1911: Emiel Cools
- 1911-WO I: Alfons Pierloot
- WO I: August Inghelbrecht (dienstdoend)
- WO I-1921: vacant
- 1921-1949: Julien Boedts
- 1949-1968: Boudewijn Vandervennet
- 1968-1970: Louis Schatteman
- 1971-1976: Omer Simoen

## Bekende Eernegemnaren
- Xavier Buisseret (1941-2020), politicus
- Stern Demeulenaere (Roeselare 1965), politica (Open Vld)
- Rik Samaey (Oostende 1960), basketballer
- Johan Verstreken (Oostende 1964), presentator en politicus (CD&V)
- Wim Vansevenant (Diksmuide 1971), wielrenner
- Jurgen Van De Walle (1977), wielrenner

## Nabijgelegen kernen
Westkerke, Bekegem, Aartrijke, Ichtegem, Koekelare